# اوئنین
اوئنین (به انگلیسی: Oenin) با فرمول شیمیایی C۲۳H۲۵O۱۲+ یک ترکیب شیمیایی با شناسه پاب‌کم ۴۴۳۶۵۲ است. که جرم مولی آن ۴۹۳٫۴۳ g/mol می‌باشد. 